# Johann Wilhelm Wallot
Johann Wilhelm Wallot (auch Jean Guillaume) (* 24. März 1743 in Oppenheim; † 27. Juli 1794 in Paris) war ein deutsch-französischer Astronom.
1768 begleitete er Jean Dominique de Cassini auf einer Seereise nach Neufundland und Sallee zur Prüfung nautischer Uhren. Cassini charakterisiert ihn in seinem Bericht über die Reise aus dem Jahr 1770 als „einen lebhaften und erfindungsreichen jungen Deutschen, den die Liebe zur Wissenschaft nach Frankreich geführt hatte, und dessen Hinwendung zur Astronomie ihn bestimmt hatte, mich auf der Reise zu begleiten und mir zu assistieren“.
1773 wurde er als geachteter Mathematiker und Astronom in Paris außerordentliches Mitglied der Kurpfälzischen Akademie der Wissenschaften. Seit 1772 war er korrespondierendes Mitglied der Académie royale des sciences.
Er übernahm die Stelle eines Observators an der Privatsternwarte des Grafen Mercy d’Argenteau, der im Palais du Luxembourg wohnte.
Interessant waren seine 1769 an einem Gnomon (Schattenzeiger) vorgenommenen Solstitial-Beobachtungen zur Bestimmung der Veränderlichkeit der Ekliptikschiefe. Nach Jérôme Lalande barg die Methode jedoch noch zu viele Fehlerquellen.
Am 12. November 1782 beobachtete er den Durchgang des Merkur durch die Sonnenscheibe. Den scheinbaren Durchmesser des Merkur bestimmte er, wie Herschel, zu 9″.
Er starb als eines der letzten Opfer der französischen Terrorherrschaft auf der Guillotine, am Tag vor der Hinrichtung Robespierres. Man hielt ihn für einen Spion, weil er eine Pension von 200 Gulden von der Kurpfalz bezog.

## Schriften
Aufsätze in den Acta Academiae Theodoro-Palatinae:
- Méthode directe de démeler par la comparaison des observations solsticiales faites à un gnomon, l’effet de la variation de l’obliquité de l’Ecliptique d’avec celui d’un dérangement supposé dans le stile du même gnomon. (Wie man durch Vergleichung von Solstitialbeobachtungen, die mit einem Gnomon angestellt werden, entscheiden kann, ob sie veränderte Schiefe der Ekliptik oder Aenderung im Stande des Gnomon anzeigen.) Bd. 3 Phys., Mannheim 1775, S. 319
- Observations du passage de Mercure sur le disque du Soleil le 12 Novembre 1782, faites à l’observatoire Royal. Bd. 5 Phys., Mannheim 1784, S. 201
- Observations du mouvement d’oscillation de l’aiguille aimantée immédiatement après le passage d’un orage, faites à l’Observatoire Royal à Paris le 3 Août 1783. Bd. 6 Phys., Mannheim 1790, S. 312